# Taranucnus bihari
Taranucnus bihari är en spindelart som beskrevs av Fage 1931. Taranucnus bihari ingår i släktet Taranucnus och familjen täckvävarspindlar. Inga underarter finns listade i Catalogue of Life.